# 四氟硼酸五氟苯基氙
四氟硼酸五氟苯基氙是一种有机氙化合物，化学式为C6F5XeBF4，可溶于无水氟化氢和乙腈，固体于156.6 °C开始分解。它可由二氟化氙和五氟苯基二氟化硼反应得到。其还原电势为0.45 V（玻璃碳电极）及0.20 V（铂电极）。